# Athena Karkanis
Athena Karkanis Irene, mais conhecida como Athena Karkanis é uma atriz canadense conhecida por seu papel em The Best Years e Saw IV.

## Biografia
Nasceu na cidade de Alberta no Canadá, mas foi criada na cidade de Toronto.Tem ascendência Grega e Egípcia. Ela frequentou a instituição pública canadense de Universidade McGill, localizada na cidade de Montreal em Quebec, e ela estava planejando frequentar a faculdade de Direito, mas abandonou esse caminho para seguir a sua paixão por atuar.

## Carreira de atriz
De 2018 a 2021, fez parte do elenco principal da série de televisão estadunidense "Manifest - O Mistério do Voo 828", da rede NBC, interpretando a personagem Grace Stone, esposa do professor Benjamin "Ben" Stone (interpretado por Josh Dallas) e cunhada da detetive Michaela Stone (interpretada por Melissa Roxburgh), e a mãe dos gêmeos Olive Stone (interpretada por Luna Blaise) e Cal Stone (interpretado por Jack Messina)

## Filmografia
| Ano           | Título                         | Função               | Nota                                                    |
| ------------- | ------------------------------ | -------------------- | ------------------------------------------------------- |
| 2003          | Chappelle's Show               | Telefonista          |                                                         |
| 2005          | 1-800-MISSING                  | Tamara Corday        |                                                         |
| 2005          | Kojak                          | Gabriella Bustar     |                                                         |
| 2005          | Kevin Hill                     | Annalisa             |                                                         |
| 2005          | Care Bears: Big Wish Movie     | Harmony Bear         | Voz                                                     |
| 2006-2007     | Skyland                        | Diwan                | Elenco Principal, 27 Episódios, Voz                     |
| 2006-2008     | Growing Up Creepie             | Creepie, Melanie     | Voz                                                     |
| 2007          | Tom Clancy's Rainbow Six Vegas | Joanna Torres        | Voz                                                     |
| 2007          | The Best Years                 | Dawn Vargaz          | Elenco Principal, 13 Episódios                          |
| 2008          | Saw IV                         | Agente Lindsey Perez |                                                         |
| 2008          | Repo! The Genetic Opera        | Jessica Adams        |                                                         |
| 2008          | Tomboy                         | Alex                 |                                                         |
| 2009          | Guns                           | Ines Mendonza        |                                                         |
| 2009          | Survival of the Dead           | Tomboy               |                                                         |
| 2009          | Saw VI                         | Agente Lindsey Perez |                                                         |
| 2011-presente | Wild Kratts                    | Aviva Corcovado      | Elenco Principal, 148 Episódios, Voz                    |
| 2014          | The lottery                    | Vanessa Keller       | Elenco Principal, 10 Episódios                          |
| 2018-2023     | Manifest                       | Grace Stone          | Elenco Principal (temporada 1-3, convidada temporada 4) |